# ناحیه البسباس
ناحیه البسباس (به عربی: دائرة البسباس) یک ناحیه در الجزایر است که در استان الطارف واقع شده‌است.

## خصوصیات
ناحیه البسباس ۶۳٬۷۴۴ نفر جمعیت دارد.